# Bayer 04 Leverkusen (női csapat)
A Bayer 04 Leverkusen egy német sportegyesület, melynek női labdarúgó szakosztálya 2008. július 1-én alakult. A csapat 2010 óta (a 2017-18-as idény kivételével) a német női első osztályban szerepel.

## Klubtörténet
A klub elődje az SV Bergisch Gladbach 09, mely több bajnoki címmel a 70-es, 80-as évek egyik meghatározó német klubja volt. Miután 1996-ban a Gladbach csődbe ment, a szakosztály a TuS Kölnhöz került, akikkel a legnagyobb sikerük egy német kupa elődöntő volt a 2007-08-as szezonban. A másodosztályban megrekedt klub azonban 2008-ra szponzor nélkül maradt. A német férfi labdarúgásban jelentős tényezőnek számító Bayer Leverkusen érdeklődését fejezte ki a klub iránt, így miután 2008. június 25-én a TuS Köln rrh. feloszlott, a Leverkusen felkarolta a szakosztályt és 2008. július 1-én megalapították a Bayer Leverkusen női szakosztályát. Első szezonjukban a német másodosztályban a 7. helyen végeztek. A 2009–10-es szezon során csoportjukat megnyerve feljutottak az élvonalba. Az élvonalban a 8. helyen végeztek első idényükben, és bár a következő szezonban a kieső 11. helyen végeztek, a Hamburger SV női szakosztályának megszűnése lehetővé tette az élvonalban maradást. A 2016–2017-es szezon végén kiestek a Bundesligából. A következő szezonban azonban rögtön visszajutottak annak ellenére, hogy csak a 3. helyen végeztek. A TSG 1899 Hoffenheim II és a Bayern München II is előttük végzett, de a szabályok szerint nem szerepelhettek egy bajnokságban anyaegyesületükkel.

## Sikerek
- Német másodosztályú bajnok (1): 2019–10

## Játékoskeret
2025. július 28-tól
| #  |     | Poszt | Név               |
| -- | --- | ----- | ----------------- |
| 1  | GER | K     | Charlotte Voll    |
| 27 | GER | K     | Friederike Repohl |
| 34 | GER | K     | Anne Moll         |
| 35 | GER | K     | Louisa Remien     |
| 2  | GER | V     | Selina Ostermeier |
| 3  | GER | V     | Melissa Friedrich |
| 5  | AUT | V     | Claudia Wenger    |
| 18 | GER | V     | Julia Mickenhagen |
| 24 | HUN | V     | Turányi Lilla     |
| 28 | CHN | V     | Sen Menglu        |
| 31 | GER | V     | Paula Schwartze   |
| 37 | GER | V     | Carlotta Wamser   |
| 56 | FRA | V     | Juliette Vidal    |
| 6  | GER | KP    | Katharina Piljić  |

| #  |     | Poszt | Név                      |
| -- | --- | ----- | ------------------------ |
| 8  | GER | KP    | Paulina Bartz            |
| 10 | GER | CS    | Estrella Merino Gonzalez |
| 11 | GER | KP    | Kristin Kögel            |
| 16 | GER | KP    | Sofie Zdebel             |
| 19 | GER | KP    | Loreen Bender            |
| 22 | ENG | KP    | Ruby Grant               |
| 30 | GER | KP    | Ida Daedalow             |
| 7  | DEN | CS    | Cornelia Kramer          |
| 9  | CAN | CS    | Caroline Kehrer          |
| 13 | GER | CS    | Vanessa Haim             |
| 17 | AUT | CS    | Valentina Mädl           |
| 21 | GER | CS    | Vanessa Fudalla          |
| 41 | GER | CS    | Amy Wrigge               |

## Korábbi híres játékosok
| - Nicole Banecki - Merle Barth - Eunice Beckmann - Nina Brüggemann - Chiara Bücher - Linda Dallmann - Nina Ehegötz - Mia Eickmann - Johanna Elsig - Annika Enderle - Alexandra Emmerling - Marisa Ewers - Clara Fröhlich - Anna Gasper - Lisanne Gräwe - Marina Hegering - Kathrin Hendrich - Anna Klink - Vildan Kardesler - Frederike Kempe - Isabel Kerschowski - Rebecca Knaak - Turid Knaak | - Annike Krahn - Isabelle Linden - Lynn Mester - Theresa Panfil - Ramona Petzelberger - Julia Pollak - Joyce Prabel - Marith Prießen - Henrike Sahlmann - Lisa Schmitz - Lisa Schwab - Elisa Senß - Caroline Siems - Carolin Simon - Ann-Kathrin Vinken - Jessica Wich - Verena Wieder - Nina Windmüller - Juliane Wirtz - Sally Shipard - Milena Nikolić - Cecilie Johansen - Jill Bayings | - Eva van Deursen - Janou Levels - Ivana Rudelić - Kristina Šundov - Karólína Lea Vilhjálmsdóttir - Mina Tanaka - Sylwia Matysik - Gentjana Rochi - Csiszár Henrietta - Zeller Dóra - Emilie Bragstad - Synne Skinnes Hansen - Katja Schroffenegger - Barbara Dunst - Elisabeth Mayr - Ana Leite - Antonia Göransson - Dina Blagojević - Amira Arfaoui - Irina Pando - Rachel Rinast - Feride Bakir |

## Edzők
- Doreen Meier (2008–2012)
- Thomas Obliers (2012–2017)
- Malte Dresen (2017)
- Verena Hagedorn (2017–2019)
- Achim Feifel (2019–2022)
- Robert de Pauw (2022–2024)
- Roberto Pätzold (2024–)

## Külső hivatkozások
- A Leverkusen honlapja